# Ziziphus saeri
Ziziphus saeri là một loài thực vật có hoa trong họ Táo. Loài này được Pittier miêu tả khoa học đầu tiên năm 1925.